# Österreichische Fußballmeisterschaft 1912/13
Die Österreichische Fußballmeisterschaft 1912/13 wurde vom Niederösterreichischen Fußball-Verband ausgerichtet und von dessen Mitgliedern bestritten. Es gab vier gleichberechtigte österreichische Meisterschaften, die sich auf das österreichische Kernland, Böhmen, Mähren-Schlesien und Polen (Galizien) verteilten und somit alle Gebiete Cisleithaniens umfasste. Aus heutiger Sicht beschränkt man sich jedoch häufig auf die Erste Klasse des NFV, wenn man von der österreichischen Meisterschaft von 1913 spricht.

## Österreichisches Kernland
Im heutigen österreichischen Kernland trug der Niederösterreichische Fußballverband (NÖV) in Niederösterreich und Wien eine Meisterschaft aus. Auch wurde eine Meisterschaft in der Steiermark ausgetragen, die vom Deutsch-Alpenländischen Fußballverband (DAFV) organisiert wurde.

### Erste Klasse (NFV)

#### Allgemeines
Der Meister wurde in der Ersten Klasse ausgespielt. Sie wurde von 10 Mannschaften bestritten, die während des gesamten Spieljahres je zweimal aufeinander trafen. Rapid konnte seinen Vorjahrestitel erfolgreich verteidigen und wurde zum zweiten Mal österreichischer Fußballmeister. Die Auf- und Abstiegsfrage wurde analog zur letzten Saison mit Relegationsspielen zwischen dem letzten der Ersten Klasse und dem Meister der Zweiten Klasse A gelöst.

#### Abschlusstabelle
| Pl.                                                          | Verein                   | Sp. | S  | U | N  | Tore    | Quote | Punkte |
| ------------------------------------------------------------ | ------------------------ | --- | -- | - | -- | ------- | ----- | ------ |
| 1.                                                           | SK Rapid Wien (M)        | 18  | 15 | 3 | 0  | 059:170 | 3,47  | 33     |
| 2.                                                           | Wiener Association FC    | 18  | 12 | 2 | 4  | 039:210 | 1,86  | 26     |
| 3.                                                           | Wiener Sport-Club        | 18  | 10 | 1 | 7  | 045:240 | 1,88  | 21     |
| 4.                                                           | Wiener Amateur SV        | 18  | 9  | 1 | 8  | 039:310 | 1,26  | 19     |
| 5.                                                           | Wiener AC                | 18  | 8  | 3 | 7  | 041:280 | 1,46  | 19     |
| 6.                                                           | 1. Simmeringer SC EK1    | 18  | 7  | 1 | 10 | 029:530 | 0,55  | 15     |
| 7.                                                           | SpC Rudolfshügel (RG)    | 18  | 6  | 3 | 9  | 019:440 | 0,43  | 15     |
| 8.                                                           | First Vienna FC 1894     | 18  | 5  | 3 | 10 | 019:370 | 0,51  | 13     |
| 9.                                                           | Floridsdorfer AC         | 18  | 5  | 3 | 10 | 025:490 | 0,51  | 13     |
| 10.                                                          | ASV Hertha Wien EK1 (RG) | 18  | 3  | 0 | 15 | 031:420 | 0,74  | 06     |
| Stand: Endstand. Quelle: Austria Soccer, Rapid-Archiv, RSSSF |                          |     |    |   |    |         |       |        |

| (M)  | Österreichischer Meister 1911/12           |
| (RG) | Gewinner der Relegation der Saison 1911/12 |

Qualifiziert über die Relegation
- Erste Klasse – Zweite Klasse A: ASV Hertha Wien (Relegation zur Ersten Klasse)

#### Spiele im Detail
| Durchgang im Sommer/Herbst | Durchgang im Sommer/Herbst                   | Durchgang im Sommer/Herbst |
| Datum                      | Spielpaarung                                 | Ergeb.                     |
| September 1912             | September 1912                               | September 1912             |
| -------------------------- | -------------------------------------------- | -------------------------- |
| 1. September 1912:         | 1. Simmeringer SC – First Vienna FC 1894     | 1:4                        |
| 1. September 1912:         | Floridsdorfer AC – Wiener Sport-Club         | 0:7                        |
| 1. September 1912:         | SK Rapid Wien – Wiener Amateur SV            | 3:0                        |
| 1. September 1912:         | SC Rudolfshügel – Wiener AC                  | 1:4                        |
| 1. September 1912:         | Wiener Association FC – ASV Hertha Wien      | 2:0                        |
| 8. September 1912:         | 1. Simmeringer SC – ASV Hertha Wien          | 2:1                        |
| 8. September 1912:         | SK Rapid Wien – First Vienna FC 1894         | 1:1                        |
| 8. September 1912:         | SC Rudolfshügel – Floridsdorfer AC           | 2:1                        |
| 8. September 1912:         | Wiener Association FC – Wiener AC            | 2:3                        |
| 8. September 1912:         | Wiener Sport-Club – Wiener Amateur SV        | 2:2                        |
| 15. September 1912:        | 1. Simmeringer SC – Wiener Association FC    | 1:6                        |
| 15. September 1912:        | SC Rudolfshügel – Wiener Amateur SV          | 1:6                        |
| 15. September 1912:        | First Vienna FC 1894 – Wiener Sport-Club     | 0:2                        |
| 15. September 1912:        | Wiener AC – Floridsdorfer AC                 | 4:2                        |
| 22. September 1912:        | SC Rudolfshügel – 1. Simmeringer SC          | 5:1                        |
| 22. September 1912:        | Wiener Amateur SV – ASV Hertha Wien          | 3:0                        |
| 22. September 1912:        | Wiener Sport-Club – Wiener AC                | 0:1                        |
| 29. September 1912:        | ASV Hertha Wien – Wiener Sport-Club          | 1:4                        |
| 29. September 1912:        | Wiener AC – SK Rapid Wien                    | 1:1                        |
| Oktober 1912               |                                              |                            |
| 13. Oktober 1912:          | ASV Hertha Wien – SK Rapid Wien              | 2:4                        |
| 27. Oktober 1912:          | Floridsdorfer AC – Wiener Amateur SV         | 1:3                        |
| November 1912              |                                              |                            |
| 1. November 1912:          | ASV Hertha Wien – Floridsdorfer AC           | 1:2                        |
| 1. November 1912:          | SK Rapid Wien – 1. Simmeringer SC            | 7:0                        |
| 1. November 1912:          | First Vienna FC 1894 – SC Rudolfshügel       | 0:0                        |
| 1. November 1912:          | Wiener Association FC- Wiener Amateur SV     | 2:1                        |
| 10. November 1912:         | Wiener Amateur SV – 1. Simmeringer SC        | 7:1                        |
| 15. November 1912:         | Floridsdorfer AC – 1. Simmeringer SC         | 1:1                        |
| 15. November 1912:         | SC Rudolfshügel – Wiener Association FC      | 1:0                        |
| 15. November 1912:         | First Vienna FC 1894 – ASV Hertha Wien       | 0:2                        |
| 15. November 1912:         | Wiener Sport-Club – SK Rapid Wien            | 0:1                        |
| 17. November 1912:         | 1. Simmeringer SC – Wiener AC                | 0:5                        |
| 17. November 1912:         | Floridsdorfer AC – SK Rapid Wien             | 1:3                        |
| 17. November 1912:         | SC Rudolfshügel – ASV Hertha Wien            | 0:4                        |
| 17. November 1912:         | Wiener Amateur SV – First Vienna FC 1894     | 2:0                        |
| 17. November 1912:         | Wiener Sport-Club – Wiener Association FC    | 1:2                        |
| 24. November 1912:         | 1. Simmeringer SC – Wiener Sport-Club        | 1:4                        |
| 24. November 1912:         | SK Rapid Wien – SC Rudolfshügel              | 4:1                        |
| 24. November 1912:         | Wiener AC – First Vienna FC 1894             | 5:1                        |
| 24. November 1912:         | Wiener Association FC – Floridsdorfer AC     | 2:0                        |
| Dezember 1912              |                                              |                            |
| 1. Dezember 1912:          | SK Rapid Wien – Wiener Association FC        | 2:1                        |
| 1. Dezember 1912:          | First Vienna FC 1894 – Floridsdorfer AC      | 1:1                        |
| 1. Dezember 1912:          | Wiener AC – ASV Hertha Wien                  | 3:2                        |
| 1. Dezember 1912:          | Wiener Sport-Club – SC Rudolfshügel          | 5:0                        |
| 8. Dezember 1912:          | Wiener Amateur SV – Wiener AC                | 2:1                        |
| 8. Dezember 1912:          | Wiener Association FC – First Vienna FC 1894 | 2:0                        |

| Durchgang im Frühjahr | Durchgang im Frühjahr                        | Durchgang im Frühjahr |
| Datum                 | Spielpaarung                                 | Ergeb.                |
| März 1913             | März 1913                                    | März 1913             |
| --------------------- | -------------------------------------------- | --------------------- |
| 2. März 1913:         | ASV Hertha Wien – First Vienna FC 1894       | 5:1*                  |
| 2. März 1913:         | Wiener AC – Wiener Sport-Club                | 1:2                   |
| 2. März 1913:         | Wiener Amateur SV – Floridsdorfer AC         | 0:1                   |
| 2. März 1913:         | Wiener Association FC – SC Rudolfshügel      | 4:1                   |
| 9. März 1913:         | ASV Hertha Wien – SC Rudolfshügel            | 1:0*                  |
| 9. März 1913:         | Wiener AC – Wiener Association FC            | 1:1                   |
| 9. März 1913:         | Wiener Amateur SV – SK Rapid Wien            | 1:4                   |
| 16. März 1913:        | Floridsdorfer AC – First Vienna FC 1894      | 4:3                   |
| 16. März 1913:        | ASV Hertha Wien – Wiener Association FC      | 2:3                   |
| 16. März 1913:        | SK Rapid Wien – Wiener AC                    | 4:3                   |
| 16. März 1913:        | Wiener Sport-Club – 1. Simmeringer SC        | 2:0                   |
| 30. März 1913:        | SK Rapid Wien – Floridsdorfer AC             | 5:0                   |
| 30. März 1913:        | Wiener AC – 1. Simmeringer SC                | 1:2                   |
| 30. März 1913:        | Wiener Amateur SV – SC Rudolfshügel          | 1:2                   |
| 30. März 1913:        | Wiener Association FC – Wiener Sport-Club    | 1:0                   |
| April 1913            |                                              |                       |
| 13. April 1913:       | ASV Hertha Wien – Wiener Amateur SV          | 1:1*                  |
| 13. April 1913:       | SK Rapid Wien- Wiener Sport-Club             | 5:0                   |
| 13. April 1913:       | First Vienna FC 1894 – Wiener AC             | 1:0                   |
| 20. April 1913:       | 1. Simmeringer SC – Floridsdorfer AC         | 1:3                   |
| 20. April 1913:       | First Vienna FC 1894 – SK Rapid Wien         | 1:2                   |
| 20. April 1913:       | Wiener AC – Wiener Amateur SV                | 1:3                   |
| 1. Mai 1913           | 1. Simmeringer SC – SC Rudolfshügel          | 3:0                   |
| Mai 1913              |                                              |                       |
| 1. Mai 1913:          | SK Rapid Wien – ASV Hertha Wien              | 2:1                   |
| 1. Mai 1913:          | Wiener Amateur SV – Wiener Association FC    | 2:4                   |
| 4. Mai 1913:          | Floridsdorfer AC – Wiener AC                 | 0:4                   |
| 4. Mai 1913:          | Wiener Association FC – SK Rapid Wien        | 2:2                   |
| 4. Mai 1913:          | Wiener Sport-Club – ASV Hertha Wien          | 6:1                   |
| 18. Mai 1913:         | 1. Simmeringer SC – SK Rapid Wien            | 2:4                   |
| 18. Mai 1913:         | SC Rudolfshügel – First Vienna FC 1894       | 0:1                   |
| 22. Mai 1913:         | ASV Hertha Wien – Wiener AC                  | 4:3                   |
| 22. Mai 1913:         | First Vienna FC 1894 – Wiener Amateur SV     | 2:1                   |
| 22. Mai 1913:         | Wiener Association FC – 1. Simmeringer SC    | 0:1                   |
| 25. Mai 1913:         | Floridsdorfer AC – SC Rudolfshügel           | 2:2                   |
| 25. Mai 1913:         | ASV Hertha Wien – 1. Simmeringer SC          | 0:4                   |
| 25. Mai 1913:         | First Vienna FC 1894 – Wiener Association FC | 1:2                   |
| 25. Mai 1913:         | Wiener Amateur SV – Wiener Sport-Club        | 2:0                   |
| Juni 1913             |                                              |                       |
| 1. Juni 1913:         | 1. Simmeringer SC – Wiener Amateur SV        | 5:2                   |
| 1. Juni 1913:         | Floridsdorfer AC – ASV Hertha Wien           | 2:3*                  |
| 1. Juni 1913:         | Wiener AC – SC Rudolfshügel                  | 0:0                   |
| 8. Juni 1913:         | First Vienna FC 1894 – 1. Simmeringer SC     | 1:3                   |
| 8. Juni 1913:         | Wiener Sport-Club – Floridsdorfer AC         | 4:2                   |
| 22. Juni 1913:        | SC Rudolfshügel- Wiener Sport-Club           | 3:2                   |
| 29. Juni 1913:        | Floridsdorfer AC – Wiener Association FC     | 2:3                   |
| 29. Juni 1913:        | SC Rudolfshügel – SK Rapid Wien              | 0:5                   |
| 29. Juni 1913:        | Wiener Sport-Club – First Vienna FC 1894     | 4:1                   |

#### Torschützenliste
| Pl.                    | Tore    | Spieler          | Verein                |
| ---------------------- | ------- | ---------------- | --------------------- |
| 1.                     | 17 Tore | Johann Neumann   | Wiener AC             |
|                        |         | Richard Kuthan   | SK Rapid Wien         |
| 3.                     | 15 Tore | Johann Studnicka | Wiener AC             |
| 4.                     | 13 Tore | Gustav Blaha     | SK Rapid Wien         |
| 5.                     | 12 Tore | Adolf Fischera   | Wiener Association FC |
| Quelle: Austria Soccer |         |                  |                       |

siehe auch Liste der besten Torschützen Österreichs

#### Die Meistermannschaft
| SK Rapid Wien |
| Franz Balzer, Eduard Bauer, August Blaha, Fritz Brandstetter, Josef Brandstetter, Vinzenz Dittrich, Leopold Grundwald, Josef Hagler, Josef Jech, Josef Kaltenbrunner, Josef Klima, Josef Koceny, Johann Kowarik, Heinrich Körner, Richard Kuthan, Rudolf Kühn, Gustav Putzendopler, Franz Schediwy, Josef Schediwy, Tauschinsky, Anton Wegscheider Sektionsleiter: Dionys Schönecker |
| Quelle: Austria Soccer |

### Zweite Klasse A (NFV)

#### Allgemeines
Die zweite Leistungsstufe im österreichischen Kernland bildete die Zweite Klasse A, ihr Meister wurde der SC Wacker Wien. Außer den Teilnehmern und dem zwölften Rang des Nußdorfer AC liegen keine detaillierten Daten mehr vor. Aus der drittklassigen Zweiten Klasse B stiegen weiters der SK Admira Wien und der SC Hakoah Wien auf.

#### Abschlusstabelle
| Pl.                                            | Verein                               | Sp. | S  | U | N  | Tore    | Quote | Punkte |
| ---------------------------------------------- | ------------------------------------ | --- | -- | - | -- | ------- | ----- | ------ |
| 1.                                             | SC Wacker Wien (RV)                  | 22  | 17 | 5 | 0  | 085:140 | 6,07  | 39     |
| 2.                                             | Wiener Bewegungsspieler              | 21  | 14 | 2 | 5  | 050:210 | 2,38  | 30     |
| 3.                                             | SC Donaustadt                        | 22  | 12 | 4 | 6  | 065:330 | 1,97  | 28     |
| 4.                                             | SC Ober St. Veit                     | 19  | 12 | 2 | 5  | 040:250 | 1,60  | 26     |
| 5.                                             | SC Südmark Wien                      | 22  | 10 | 3 | 9  | 049:430 | 1,14  | 23     |
| 6.                                             | Wiener Sportfreunde                  | 21  | 8  | 7 | 6  | 032:340 | 0,94  | 23     |
| 7.                                             | SK Favoritner Vorwärts               | 21  | 8  | 6 | 7  | 027:290 | 0,93  | 22     |
| 8.                                             | SC Blue Star Wien                    | 22  | 8  | 2 | 12 | 044:400 | 1,10  | 18     |
| 9.                                             | SC Red Star Wien                     | 21  | 6  | 6 | 9  | 042:400 | 1,05  | 18     |
| 10.                                            | Vienna Cricket and Football-Club (A) | 22  | 5  | 2 | 15 | 032:580 | 0,55  | 12     |
| 11.                                            | Favoritner FK Sturm (N)              | 22  | 4  | 1 | 17 | 015:720 | 0,21  | 09     |
| 12.                                            | Nußdorfer AC                         | 21  | 3  | 0 | 18 | 011:830 | 0,13  | 06     |
| Stand: Endstand. Quelle: Austria Soccer, RSSSF |                                      |     |    |   |    |         |       |        |

| (A)  | Absteiger der Saison 1911/12                |
| (N)  | Neuaufsteiger der Saison 1911/12            |
| (RV) | Verlierer der Relegation der Saison 1911/12 |

Aufsteiger
- Zweite Klasse B: SK Admira Wien, SC Hakoah Wien

### Relegation zur Ersten Klasse (NFV)
Die Relegationsspiele um die Zugehörigkeit zur Ersten Klasse bestritten der Letztplatzierte der Ersten Klasse sowie der Meister der Zweiten Klasse A. Auf der Hohen Warte trafen dabei am 20. Juli und am 3. August 1913 der ASV Hertha Wien und der SC Wacker Wien aufeinander. Die Hertha sicherte sich den Weiterverbleib in der ersten Klasse mit einem Gesamtscore von 4:2, während Wacker zum zweiten Mal in Folge am Aufstieg in der Relegation scheiterte.
|                 | Gesamt |                | Hinspiel | Rückspiel |
| --------------- | ------ | -------------- | -------- | --------- |
| ASV Hertha Wien | 4:2    | SC Wacker Wien | 2:0      | 2:2       |

### Zweite Klasse des DAFV

#### Allgemeines
Eine Meisterschaft der zweitklassigen Grazer Vereine des Deutsch-Alpenländischen Fußballverbandes (DAFV) wurde mit fünf Vereinen ausgetragen, Meister wurde der Grazer Fußballclub „Sturm“.

#### Abschlusstabelle
| Pl.                            | Verein                     | Sp. | S | U | N | Tore    | Quote | Punkte |
| ------------------------------ | -------------------------- | --- | - | - | - | ------- | ----- | ------ |
| 1.                             | Grazer Fußballclub "Sturm" | 8   | 7 | 1 | 0 | 022:400 | 5,50  | 15     |
| 2.                             | Rapid Graz                 | 8   | 6 | 0 | 2 | 056:800 | 7,00  | 12     |
| 3.                             | Grazer Sportvereinigung    | 8   | 3 | 1 | 4 | 028:220 | 1,27  | 07     |
| 4.                             | Grazer Amateur SC          | 8   | 2 | 0 | 6 | 009:390 | 0,23  | 04     |
| 5.                             | Deutscher ASC Cilli        | 8   | 1 | 0 | 7 | 005:490 | 0,10  | 02     |
| Stand: Endstand. Quelle: RSSSF |                            |     |   |   |   |         |       |        |

## Situation in den Kronländern

### Böhmen – Erste Klasse
Der Deutsche Fußball-Verband für Böhmen trug in dieser Saison seine erste Meisterschaft aus. Es wurde eine Tschechische Fußballmeisterschaft 1913 in Böhmen, vor allem in Prag, ausgetragen, die vom Český svaz footballový (ČSF) organisiert wurde.

#### Allgemeines
Die österreichische Meisterschaft für Böhmen wurde vom DFVfB, dem zweiten Teilverband des ÖFV, im Herbst 1912 erstmals ins Leben gerufen und in der Ersten Klasse ausgetragen. Für diese Spielstufe fanden sich mit dem späteren Sieger DFC Prag, dem Teplitzer FK 03 und dem Karlsbader FK drei berechtigte Teilnehmer, in der Zweiten Klasse starteten derweil 15 Mannschaften, die in drei Bezirke aufgesplittert wurden. Hier konnte der DFC Komotau siegreich hervortreten, der sich im Play-off gegen den DFC Aussig und DFC Warnsdorf durchsetzte.

#### Abschlusstabelle
| Pl.                                         | Verein        | Sp. | S | U | N | Tore    | Quote | Punkte |
| ------------------------------------------- | ------------- | --- | - | - | - | ------- | ----- | ------ |
| 1.                                          | DFC Prag      | 4   | 4 | 0 | 0 | 014:500 | 2,80  | 08     |
| 2.                                          | Teplitzer FK  | 4   | 2 | 0 | 2 | 009:130 | 0,69  | 04     |
| 3.                                          | Karlsbader FC | 4   | 0 | 0 | 4 | 009:140 | 0,64  | 0      |
| Stand: Endstand. Quelle: webalice.it, RSSSF |               |     |   |   |   |         |       |        |

Zweite Klasse
Teilnehmer
| I. Bezirk 1. DFC Komotau 2. DSC Brüx 3. DFC Sparta Karlsbad 4. DSV Saaz | II. Bezirk 1. DFC Aussig 2. VfB Teplitz 3. DFC Bodenbach 4. DSC Dux 5. Leitmeritzer FC 6. SC Akademia Bodenbach | III. Bezirk 1. DFC Warnsdorf 2. DSC Gablonz 3. SC Reichenberg 4. SC Kismet Reichenberg 5. DSC Warnsdorf |

Einzelnachweis: ???

### Mähren-Schlesien
Die mährisch-schlesische Meisterschaft wurde im vergangenen Jahr noch direkt vom ÖFV ausgetragen, der Siegerpreis von Präsident Ignaz Abeles persönlich gespendet. Während dieser Saison kam es jedoch zur Gründung des Deutschen Fußball-Verbandes für Mähren und Schlesien (DFVfMuSch) am 15. Juli 1913 in Mährisch-Ostrau, der zum fünften Teilverband des ÖFV wurde, die die Austragung dieser Meisterschaft übernahm. Die Mieterschaft von Mähren und Schlesien war aus geografischen Gründen in zwei Kreise (Troppau und Bielitz) unterteilt worden, wobei sich letztlich für Bielitz nur ein Teilnehmer fand. Der Meister wurde anschließend im Play-off der Kreisersten entschieden, in den der DSV Troppau zum zweiten Male als Sieger hervortrat.
Bekannte Spielpaarungen
|             | Ergebnis |                         |
| ----------- | -------- | ----------------------- |
| DSV Troppau | 7:0      | FC Rekord Troppau       |
| DSV Troppau | 12:00    | FCD Sportbrüder Troppau |
| DSV Troppau | 8:2      | TV Freiwaldau           |
| DSV Troppau | 7:1      | FC Silesia Troppau      |
| DSV Troppau | 4:1      | BBSV Bielitz            |
| DSV Troppau | 2:2      | BBSV Bielitz            |

Kreis Bielitz
Abschlusstabelle
| Pl.              | Verein       | Sp. | S | U | N | Tore    | Quote | Punkte |
| ---------------- | ------------ | --- | - | - | - | ------- | ----- | ------ |
| 1.               | BBSV Bielitz | 2   | 0 | 1 | 1 | 003:600 | 0,50  | 01     |
| Stand: Endstand. |              |     |   |   |   |         |       |        |

Kreis Troppau
Abschlusstabelle
| Pl.                                | Verein                  | Sp. | S | U | N | Tore    | Quote | Punkte |
| ---------------------------------- | ----------------------- | --- | - | - | - | ------- | ----- | ------ |
| 1.                                 | DSV Troppau             | 6   | 5 | 1 | 0 | 040:600 | 6,67  | 11     |
| 2.                                 | FC Silesia Troppau      | 6   | 2 | 2 | 2 | 007:100 | 0,70  | 06     |
| 3.                                 | TV Freiwaldau           | 4   | 0 | 2 | 2 | 013:160 | 0,81  | 02     |
| 4.                                 | FC Rekord Troppau       | 4   | 1 | 0 | 3 | 005:170 | 0,29  | 02     |
| 5.                                 | FCD Sportbrüder Troppau | 4   | 1 | 0 | 3 | 004:170 | 0,24  | 02     |
| Stand: Endstand. Quelle: SFC Opava |                         |     |   |   |   |         |       |        |

### Polen (Galizien)
Die in der Saison 1912/13 erstmals ausgerichtete österreichische Meisterschaft für Polen wurde vom Deutschen Fußball-Verband für Polen, dem vierten Teilverband des ÖFV mit Sitz in Krakau, ausgerichtet. Als Siegerpreis war von der Krakauer „Kuryeur Ilustrowany“ ein Silberpokal gestiftet worden. Wisła Krakau konnte sich im entscheidenden Spiel gegen Cracovia dank eines Tores von Przystawski 1:0 gewinnen und so der erste österreichische Meister Polens werden. Bereits ein Jahr zuvor hatte Wisła die polnische Meisterschaft der Lemberger Gesellschaft für Bewegungsspiele gewonnen, dies war jedoch nicht dem ÖFV unterstellt und kann daher mehr oder weniger als inoffiziell bezeichnet werden. Bald nach dem Entscheidungsspiel legte Cracovia Protest ein, da bei Wisła drei unberechtigte Spieler mitwirkten und bekam letztendlich den Meistertitel noch am grünen Tisch zugesprochen.
Abschlusstabelle
| Pl.                            | Verein         | Sp. | S | U | N | Tore    | Quote | Punkte |
| ------------------------------ | -------------- | --- | - | - | - | ------- | ----- | ------ |
| 1.                             | Cracovia DFVP1 | 4   | 2 | 2 | 0 | 010:400 | 2,50  | 06     |
| 2.                             | Wisła Krakau   | 4   | 2 | 0 | 2 | 005:800 | 0,63  | 04     |
| 3.                             | Pogoń Lwów     | 4   | 0 | 2 | 2 | 004:700 | 0,57  | 02     |
| Stand: Endstand. Quelle: RSSSF |                |     |   |   |   |         |       |        |

Finalturnier
|          | Ergebnis |              |
| -------- | -------- | ------------ |
| Cracovia | 1:0      | Wisła Krakau |